# ギャラクシーゲーム

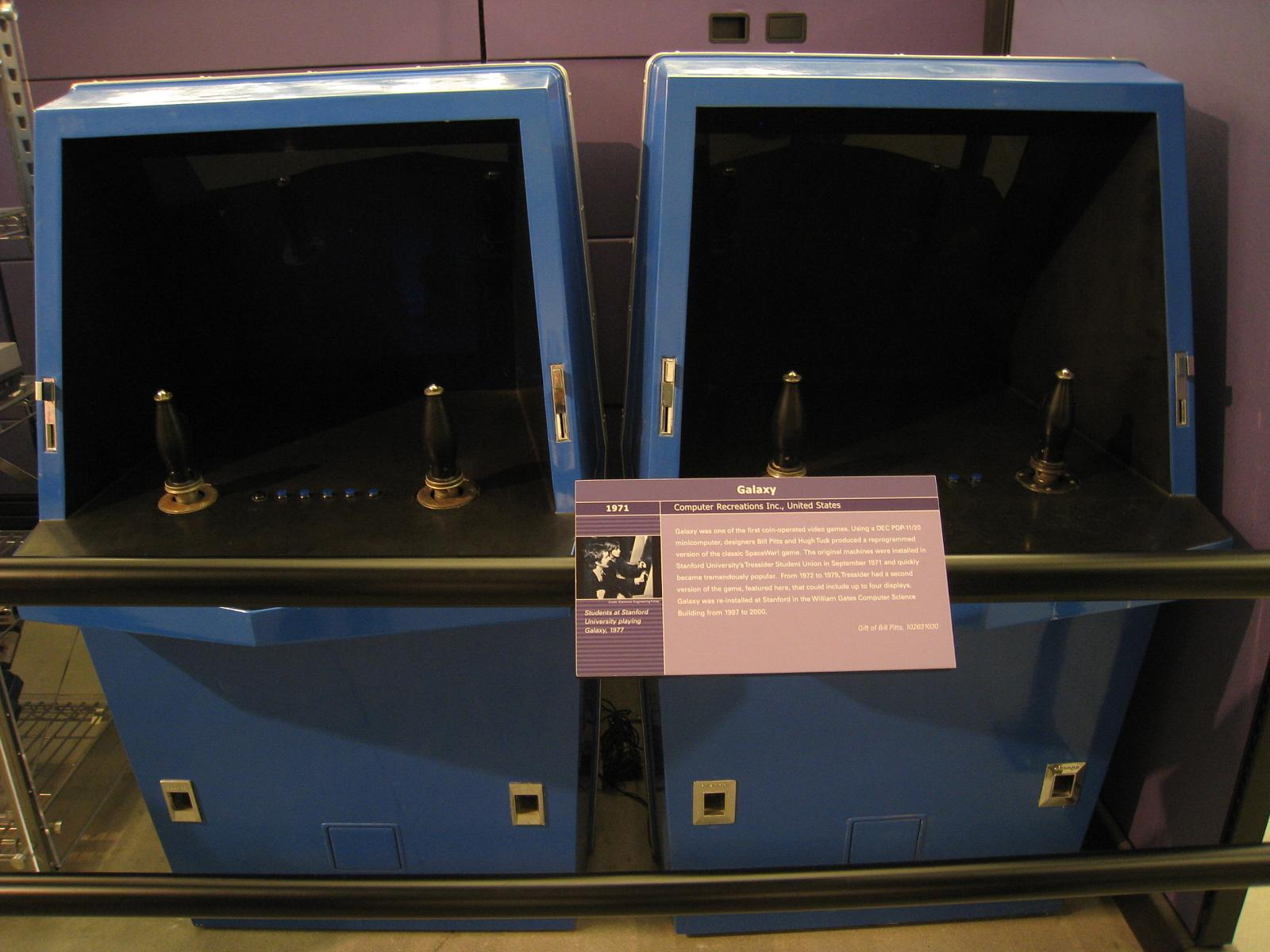
コンピュータ歴史博物館所蔵のGalaxy Game

ギャラクシー・ゲーム (Galaxy Game) は現在わかっている限りでは世界初のコイン投入式コンピュータゲームである。このマシンは1971年9月にスタンフォード大学のTresidder Unionに設置された。この二ヶ月前には世界初の量産コンピュータゲーム機かつ世界初のアーケードゲーム機であるコンピュータースペースがリリースされている。当初は一台のみが製造されたが、後に複数のコンソールが導入され、それぞれのコンソールを通じて対戦プレイが可能となった。
このゲームはBill PittsとHugh Tuckによってプログラムされた。コンピュータースペースと同様にこのゲームも、1960年代初頭にPDP-1上で動作するように作成され様々なプラットフォームに移植されたスペースウォー!の派生バージョンの一つであった。このコイン動作式ゲーム機はベクターディスプレイを備えたDEC PDP-11/20を組み込んでいた。このハードウェアの価格はUSD$20,000（現在の$150,468.36）であった。1972年6月、このハードウェアはコンソール4台から8台まで処理ができるようにプロセッサがグレードアップされた。
1ゲーム10セント、3ゲーム25セントでプレイすることができた。このゲームはキャンパス内で人気が出て、長いときは一時間待ちの状態であった。このゲーム機は1979年5月にディスプレイプロセッサの不具合により撤去された。
このマシンは1997年に修復され、カリフォルニア州マウンテンビューコンピュータ歴史博物館に所蔵されている。2010年8月、その博物館はギャラクシーゲームのコンソールをGoogleに本社Googleplex構内に展示しプレイできるよう貸し付けた。